# Кукулич, Андрей
Андрей Кукулич (рум. Andrei Cuculici; 13 декабря 1983, Бабадаг) — румынский гребец-каноист, выступал за сборную Румынии на всём протяжении 2000-х годов. Участник летних Олимпийских игр в Пекине, чемпион мира, серебряный и бронзовый призёр чемпионатов Европы, победитель многих регат национального и международного значения.

## Биография
Андрей Кукулич родился 13 декабря 1983 года в городе Бабадаг.
Первого серьёзного успеха на взрослом международном уровне добился в 2004 году, когда попал в основной состав румынской национальной сборной и побывал на чемпионате Европы в польской Познани, откуда привёз награду серебряного достоинства, выигранную в зачёте четырёхместных каноэ на дистанции 1000 метров.
В 2006 году в двойках на пятистах метрах выиграл бронзовую медаль на чемпионате Европы в чешском Рачице, ещё через год на аналогичных соревнованиях в испанской Понтеведре повторил это достижение в четвёрках на тысяче метрах. При этом на мировом первенстве в немецком Дуйсбурге дважды поднимался на пьедестал почёта: взял серебро в полукилометровой программе двухместных экипажей и золото в километровой программе четырёхместных экипажей.
В 2008 году Кукулич добавил в послужной список серебряную награду, выигранную на европейском первенстве в Милане, и благодаря череде удачных выступлений удостоился права защищать честь страны на летних Олимпийских играх в Пекине. Вместе с напарником Йосифом Кирилэ стартовал в двойках на дистанции 500 метров, сумел дойти до финальной стадии турнира, однако в решающем заезде финишировал лишь шестым, немного не дотянув до призовых позиций.
После пекинской Олимпиады Андрей Кукулич ещё в течение некоторого времени оставался в основном составе гребной команды Румынии и продолжал принимать участие в крупнейших международных регатах. Так, в 2009 году на чемпионате мира в канадском Дартмуте он взял бронзу в четвёрках на тысяче метрах. Вскоре по окончании этих соревнований принял решение завершить карьеру профессионального спортсмена, уступив место в сборной молодым румынским гребцам.